# WDIA

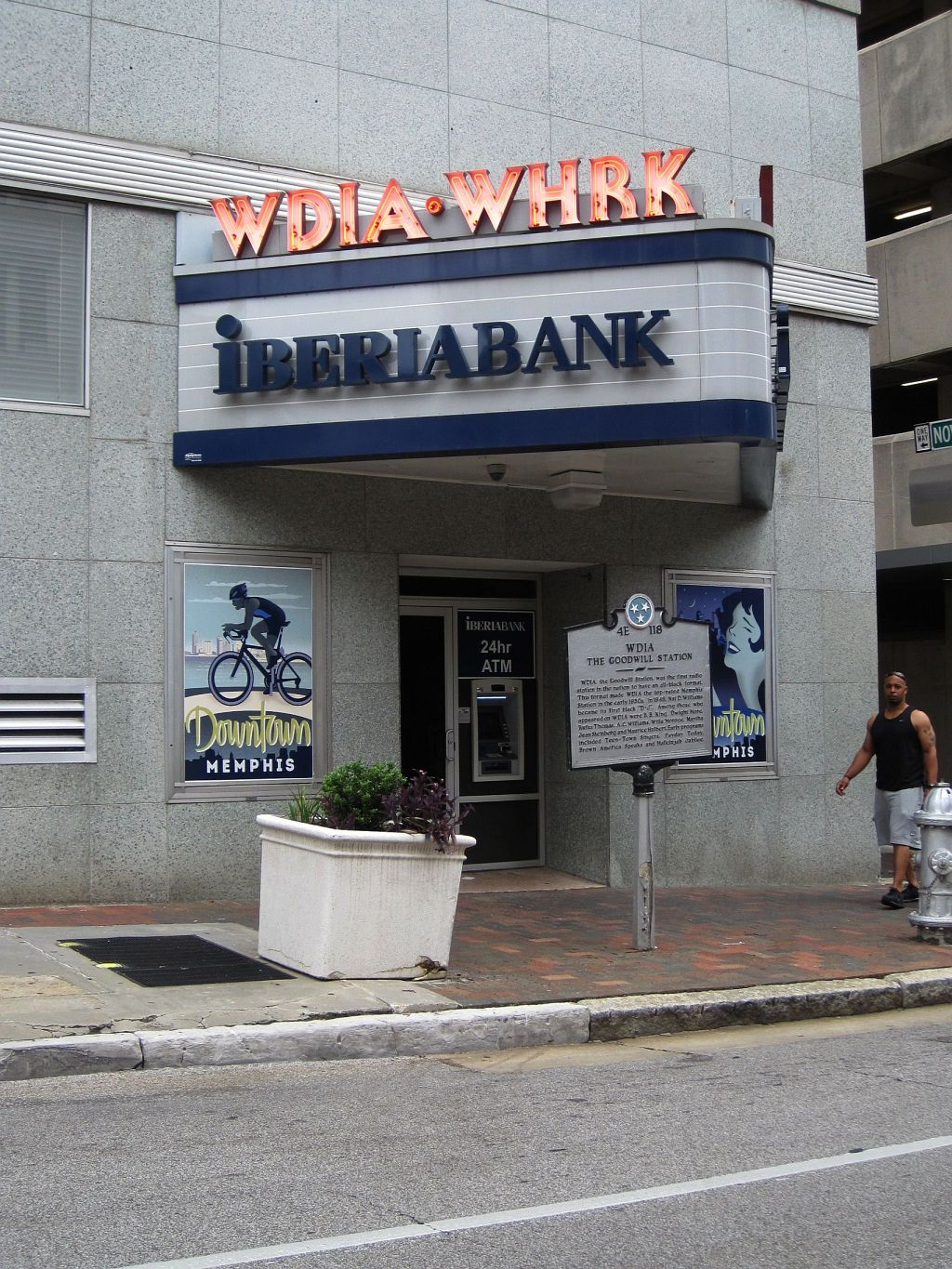
Building de WDIA à Memphis

WDIA est une station de radio de Memphis (Tennessee), aux États-Unis. Active depuis 1947, c'est la première station de radio à diffuser de la musique afro-américaine, du blues, du gospel, ou de la soul. Elle a eu une forte influence sur les musiciens de l'époque.

## Historique
WDIA a commencé en juin 1947. À ses débuts, WDIA diffusait de la musique country, du classique et de la pop légère, comme les autres stations de la ville. Les propriétaires, John Pepper et Dick Ferguson, étaient tous deux blancs. En octobre 1948, Nat D. Williams lance le premier programme faisant appel à des noirs. La station devient n°2 à Memphis, et après avoir fait le choix de programmes 100 % destinés à la musique noire, elle devient n°1 en 1954. Elle est alors autorisée à augmenter sa puissance de diffusion, et est captée jusque dans le delta du Mississippi, densément peuplé de noirs. WDIA atteint alors 10 % de la population noire américaine de l'époque.